# Prodol
 Prodol   (olaszul: Prodol) falu Horvátországban, Isztria megyében. Közigazgatásilag Marčanához tartozik.

## Fekvése
Az Isztria délkeleti részén, Pólától 20 km-re, községközpontjától 5 km-re északkeletre, a Pólából Labinba vezető főúttól nyugatra fekszik. A falutól északkeletre termékeny mező terül el, míg a település délnyugati határát tölgyerdő borítja.

## Története
1880-ban 106, 1910-ben 132 lakosa volt. Lakói főként mezőgazdaságból (gabona, szőlő és olajbogyó termesztés), valamint kisállat tartásból éltek. Az első világháború után a falu Olaszországhoz került. A második világháború után Jugoszlávia része lett. Jugoszlávia felbomlása után 1991-ben a független Horvátország része lett. 2011-ben a falunak 97 lakosa volt. A falu közelében üzemel a Kamen-Pazin vállalat prodoli kőbányája, ahol 2002-ben indult el a termelés. Az itt bányászott unito és fiorito különösen alkalmas a szobrászat számára. A közeli Krnica kikötőjének köszönhetően fejlődik a falusi turizmus. A környéken sok épületet alakították át nyaralóvá, hétvégi házzá. Vidéke a turisták kedvelt kirándulóhelye, bővelkedik sportra alkalmas helyekben.

## Lakosság
| Lakosság változása | Lakosság változása | Lakosság változása | Lakosság változása | Lakosság változása | Lakosság változása | Lakosság változása | Lakosság változása | Lakosság változása | Lakosság változása | Lakosság változása | Lakosság változása | Lakosság változása | Lakosság változása | Lakosság változása | Lakosság változása |
| ------------------ | ------------------ | ------------------ | ------------------ | ------------------ | ------------------ | ------------------ | ------------------ | ------------------ | ------------------ | ------------------ | ------------------ | ------------------ | ------------------ | ------------------ | ------------------ |
| 1857               | 1869               | 1880               | 1890               | 1900               | 1910               | 1921               | 1931               | 1948               | 1953               | 1961               | 1971               | 1981               | 1991               | 2001               | 2011               |
| 0                  | 0                  | 106                | 122                | 134                | 132                | 0                  | 0                  | 121                | 130                | 125                | 108                | 92                 | 100                | 90                 | 97                 |